# Stefan Napierski
Stefan Napierski, właściwie Stefan Marek Eiger (ur. 15 marca 1899 w Warszawie, zm. 2 kwietnia 1940 w Palmirach) – polski poeta żydowskiego pochodzenia, tłumacz i eseista, w latach 1938–1939 wydawca dwumiesięcznika „Ateneum”.

## Zarys biograficzny
Był synem Bolesława Eigera, bogatego przedsiębiorcy i Jadwigi Diany, z d. Silberstein, córki Markusa Silbersteina. Jego starszą siostrą była Maria Eiger-Kamińska (1893–1983), działaczka komunistyczna, zastępczyni członka KC KPP (1930–1932). Miał jeszcze dwóch młodszych braci: Kazimierza i Zdzisława. Napierski był zwolennikiem asymilacji żydowskiej i w młodości przyjął chrzest, używał też polskobrzmiącego pseudonimu artystycznego. Pomimo tego, że był homoseksualny (co było tajemnicą poliszynela środowisk artystycznych), w latach 1922–1935 był żonaty z Ireną Tuwim.
Napierski był znany głównie jako krytyk literacki i tłumacz, a jego poezja, wydawana własnym sumptem, cieszyła się znacznie mniejszą popularnością i poważaniem. Był związany z członkami grupy Skamander, ale do niej bezpośrednio nie należał, a w jego twórczości widoczne były wpływy młodopolskie i romantyczne (określano go „ostatnim dekadentem Młodej Polski”). Dzięki jego wstawiennictwu Jarosław Iwaszkiewicz otrzymał w 1923 pozycję sekretarza marszałka Sejmu. W latach 1938–1939 był wydawcą i redaktorem dwumiesięcznika „Ateneum”.
Zabrany z Pawiaka i rozstrzelany przez Niemców w masowej egzekucji w Palmirach, w grupie znaczących przedstawicieli polskiej inteligencji zamieszkałej w Warszawie.
Jego egzekucję uwieczniła w wierszu Wiersz o nieznanym dniu i nieznanej godzinie jego była żona Irena Tuwim: „Obstąpili cię, obskoczyli cię/ Jak psów zgraja, głodna, wściekła, zła./ A to było w jakiejś strasznej chwili,/ Tam, w Warszawie. Jakiegoś dnia./ Szli brunatni, żelaźni i dzicy,/ Z przodu kat, z boku kat, z tyłu kat”.

## Wybrane dzieła
- List do przyjaciela (1928)[6]
- Pusta ulica (1931)
- Od Baudelaire’a do nadrealistów (1933)[7]
- Rozmowa z cieniem (1933)[8]
- Elegie (1937)
- Próby (1937)[9]
- przekłady: 75 poematów Walta Whitmana; zbiory Liryka niemiecka i Poeci niemieccy; przekłady utworów Comte de Lautréamonta i Maxa Jacoba; Na Zachodzie bez zmian (powieść) (1930)